# Castroville, Texas
Castroville là một thành phố thuộc quận Medina, tiểu bang Texas, Hoa Kỳ. Năm 2010, dân số của xã này là 2680 người.

## Dân số
- Dân số năm 2000: 2664 người.
- Dân số năm 2010: 2680 người.